# Nordatlantisk oscillation
Nordatlantisk oscillasjon (NAO) er et komplekst klimatisk fænomen som observeres i den nordlige del af Atlanterhavet, og hentyder til  de klimatiske variationer mellem Island og Acorerne. Fænomenet kendetegnes hovedsagelig af cykliske udsving i lufttryket og ændringer i vind- og tryksystemerne over  den nordlige del af Atlanterhavet.

## Baggrund
NAO blev opdaget i 1920'erne af Gilbert Walker. NAO er en af de vigtigste årsager til klimatiske udsving i Nordatlanten, det øvrige Europa, Middelhavet og så langt øst som den nordlige del af Central-Asien.
Specielt i perioden fra november til april forklarer NAO en god del af variabiliteten i de atmosfæriske forstyrrelser i det nordatlantiske område, og dermed ændringer i vindhastighed og vindretning, ændringer i temperaturer og luftfugtighed, og intensiteten, frekvensen og retningen på stormene.

## Forklaring
NAO-indekset bruges for at beskrive tilstanden, og opgives gerne i «høj» og «lav». Høj NAO giver lavtryk over Island i forhold til Acorerne. Dette fører om vinteren til vestenvind og mildere vejr i Skandinavien, kontra lav NAO som giver højtryk over Island i forhold til Acorerne og dermed østenvind og kolde temperaturer over Skandinavien.
Variationerne i NAO-indekset løber – som man ser af tabellen – ofte i tiårsperioder, men mest almindelig er femårsperioder. Gennem 1960- og 1970'erne var der perioder med en lav NAO-indeks, og det førte til koldere vintervejr. Dette er det samme fænomen som førte til kuldebølgen i Europa fra 2009 til 2010.
Kort forklaret kan et sådant at bortfald af vindaktiviteten over området mellem Island og Acorerne fører til ekstreme kolde vintre i Europa.

## Nordatlantiske orkaner
NAO påvirker også retningen på generelle stormruter for store, tropiske cykloner i Atlanterhavet. Hvis højtrykket over Acorenre ligger langt mod syd, fører det til at storme tvinges ind i den Mexicanske Golf. Hvis højtrykket derimod ligger længere nord for Acorerne, trænger stormene indover mod de østlige kystområder i USA.